# Yoro (Honduras)
Yoro est une municipalité du Honduras, capitale du département de Yoro.

## Géographie

### Localisation
Avec 2 277 km2, Yoro est la municipalité la plus étendue du département de Yoro. Elle est bordée, au nord, par Tela, Arizona, Esparta, La Masica, Olanchito, Jocon, à l'est, par Mangulile, au sud, par Marale, Yorito, Victoria, à l'ouest, par Morazan. Elle est située à 660 m d'altitude, sur la rive gauche du río Jalegua.

### Population
Yoro comprend 19 villages et 411 hameaux. Au recensement de 2001, sa population était de 64 425 habitants, appelés yoreños.

## Histoire
Fondée sous le nom de La Hacienda del oro, la localité avait pour nom Santa Cruz de Yoro en 1774. En 1791, lors du premier recensement, elle était désigné comme chef-lieu de la paroisse de Yoro. En 1852, Yoro reçut officiellement le titre de ville.